# Mariposario de Benalmádena
El Mariposario de Benalmádena el espacio más grande en Europa dedicado a las mariposas ubicado en la ciudad de Benalmádena (Málaga). Cuenta con 2.000 metros cuadrados y está promovido por la entidad Imago Dracaena SL, propietaria de otro mariposario y la única granja de mariposas de Europa, ambos en Canarias.
El edificio es de estilo tailandés. Para dotar al edificio de autenticidad, muchos de los materiales de construcción, así como los elementos decorativos, fueron traídos directamente de Tailandia. Las tejas azules de la pagoda que cubre la entrada fueron fabricadas en ese color expresamente en Chiang Mai para el mariposario. La elección del estilo tailandés para el edificio se debe a factores como la armonía estética y conceptual con el templo budista situado junto al mariposario, la Estupa de la Iluminación. Además, fue en Asia, concretamente en China, donde se inició hace 4.000 años la cría de mariposas para la producción de seda y, posteriormente, en Tailandia, Malasia e Indonesia para su exhibición en cautividad.

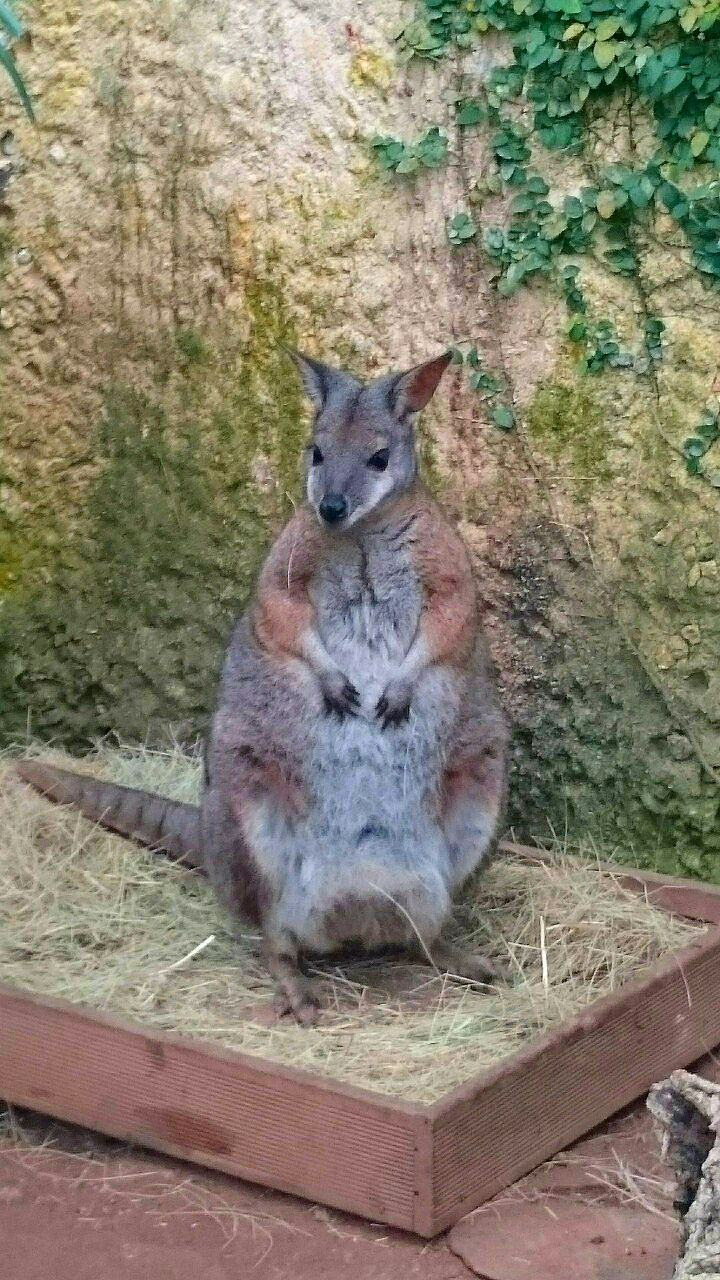
Ualabí del Mariposario de Benalmádena.

El área de vuelo del mariposario abarca un jardín tropical acristalado de más de 900 metros cuadrados de superficie y ocho metros de altura, en el que vuelan entre 1.500 y 2.000 mariposas de especies exóticas originarias de las áreas tropicales de todo el mundo. A lo largo del año se pueden ver más de 150 especies distintas. El 70 por ciento de los ejemplares que vuelan en el mariposario es de producción propia y el 30 por ciento se importa de sus lugares de origen.
Aparte de mariposas, también hay otros animales como pájaros, iguanas, tortugas, peces y un Ualabí de Tammar.